# Кліводинський орнітологічний заказник
Клі́водинський зака́зник — орнітологічний заказник місцевого значення в Україні. Розташований у Кіцманському районі Чернівецької області, між селом Кліводин і містом Кіцмань, у долині річки Совиці. 
Площа 50 га, створений 1984 року. Перебуває у віданні: Чернівецька дистанція захисних лісонасаджень Львівської залізниці. 
Заказник розташований на ділянці лісосмуги уздовж залізничної колії на перегоні між містом Кіцмань і селом Кліводин. Серед порід, що утворюють лісосмугу, домінують ясен звичайний, в'яз гладенький та робінія звичайна. 
Поблизу лісосмуги немає великих населених пунктів і вона розташована уздовж річки Совиці, на якій створено кілька рибних господарств. Завдяки цьому на початку 1980-их років тут сформувалася колонія чапель: квака та сірої чаплі. Колонія займає частину лісонасаджень площею 1,1 га. 
Кліводинський заказник є поселенням чапель, які потребують охорони. Він має велике значення для збереження видового та кількісного розмаїття птахів України і Європи.